# Ocarina
Ocarinaen, eller okarinaen, er et blæseinstrument, som regel lavet af ler/keramik, som man mener stammer helt tilbage til for 12.000 år siden. 
Ocarina-lignende instrumenter har været specielt vigtige i Kina og mesoamerikanske kulturer. For kineserne spillede den en vigtig rolle inden for deres lange historie med sang og dans. Ocarinaen er meget lig med en Xun, et andet meget vigtigt kinesisk instrument. Forskellige ekspeditions-rejser igennem de mesoamerikanske kulturers land resulterede i opdagelsen af ocarinaen, som derefter blev ført ud i store dele af Europa. Både mayaerne og aztekerne havde lavet forskellige udgaver af ocarinaen, men det var mest den udgave, der lignede aztekernes, der blev ført til Europa. Ocarinaen blev hurtigt meget populær i Europa, men det var mest som legetøjs-instrument.
Ocarinaen udformes ofte som en dyre- eller fuglefigur, hvor man puster i dyrets hale, deraf navnet piv-i-røv-fløjte. Af samme grund omtales instrumentet også førhen som en lergøg, dog mest almindeligt på svensk, hvor den kaldes en lergök. Den findes også benævnt med det simple udtryk lerfløjte.

## Etymologi
Instrumentets mest anvendte navn, ocarina, er italiensk for "lille gås," og blev givet til instrumentet grundet dets udformning, som minder lidt om en lille gåsekrop, eller en generel fuglekrop.

## I medier
Ocarinaen har en væsentlig rolle i Nintendo 64-spillene The Legend of Zelda: Ocarina of Time og The Legend of Zelda: Majora's Mask, samt i NES-spillet EarthBound Beginnings. Spillene er blevet krediteret for at have øget populariteten og salget af ocarinaer. I den finske bog Tirlittan fra 1953, spiller titelpersonen også på en ocarina.